# Río Grande megye
Río Grande egy megye Argentína déli részén, Tűzföld tartományban. Székhelye Río Grande.

## Földrajz
A megye Argentína második legdélebbi megyéje (az antarktiszi részeket nem számítva). Déli határát részben a Fagnano-tó alkotja, északon a Magellán-szoros választja el Santa Cruz tartomány Güer Aike megyéjétől.

## Népesség
A megye népessége a közelmúltban a következőképpen változott:
| Év   | Lakosság |
| ---- | -------- |
| 2001 | 54 282   |
| 2010 | 70 042   |